# Зарудянський замок
Зарудянський замок — втрачена оборонна споруда в селі Зарудді Зборівської громади Тернопільського району Тернопільської области України.

## Відомості
Споруджений Яном Сенівським у XVI ст. для оборони проти татар. Нині на його місці розташована школа і костел.
Фортеця склаладася з чотирьох бастіонів (чи кутових виступів для башт), які з'єднувалися валами. На території фортеці були дві муровані споруди.
У наш час ще можна простежити сліди валів.